# 杰斐逊圣经

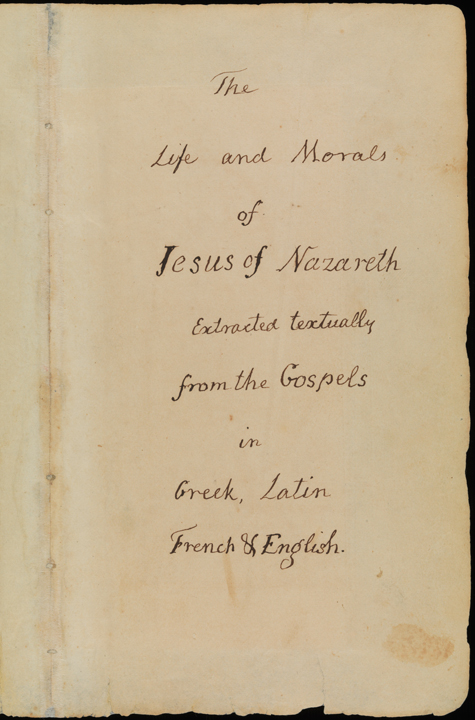
杰斐逊圣经

杰斐逊圣经（英文：Jefferson Bible）是由第3任美国总统《美国独立宣言》主要起草人托马斯·杰斐逊自《新约圣经》删改而成。

## 简介
托马斯·杰斐逊把《新约圣经》前四章中引用的神灵干预和奇迹干预的部分删除了。在杰斐逊的圣经中，没有记载福音故事的开始和结束，没有关于天使的报喜，处女生育或天使出现在牧羊人面前的故事，甚至没有提到复活。杰斐逊发现了这样一位耶稣：他是一位伟大的常识老师，他的信息传递的是绝对的爱和服务的道德观，他的真实性不依赖于三位一体的教条，甚至不依赖于耶稣是上帝唯一的启示。
托马斯·杰斐逊被认为信仰基督自然神论，他在《美国独立宣言》序文中称赞“自然法则”和“自然之神”（Laws of Nature and of Nature's God）。